# Omphisa anastomosalis
Espèce
Omphisa anastomosalis est une espèce de lépidoptères de la famille des Crambidae, à répartition pantropicale. Ce papillon vit principalement sur les plants de patate douce (Ipomoea batatas) et sur d'autres espèces du genre Ipomoea (Convolvulaceae). Les chenilles creusent des galeries dans les tiges, affaiblissant les plantes. Cette espèce est l'un des ravageurs de la patate douce les plus destructeurs dans certains pays d'Asie et du Pacifique. 
Une source attribue à l'espèce le nom commun de « Foreur des tiges de la patate douce ».